# Frères Kemper
Les trois frères Kemper, Reuben, Samuzel et Nathan Kemper, étaient des agents immobiliers et des aventuriers, qui jouèrent un rôle important lors des événements menant à la création de la république de Floride occidentale.
Originaire de Virginie, ils ont donné leur nom au comté de Kemper, situé dans l’État du Mississippi, aux États-Unis.

## Biographie
Les trois frères participèrent dès 1804 à plusieurs révoltes dans ce territoire et leur tête fut mise à prix par l'administration espagnole. Ils furent utilisés comme agents immobiliers par John Smith (sénateur), qui avait acheté 750 acres dans la paroisse de Feliciana Ouest, proche de Bâton-Rouge, en 1800 à St. Francisville (Louisiane).
John Smith se brouilla ensuite avec les frères Kemper, qui se fâchèrent, déçus que la vente de la Louisiane de 1803 maintienne le territoire sous administration espagnole, limitant les potentiels de spéculation immobilière.
Samuzel et Nathan Kemper envoyèrent alors leur frère Reuben à La Nouvelle-Orléans, pour contacter Juan Ventura Morales, impliqué dans la spéculation immobilière de la paroisse de Feliciana Ouest, avec Edward Livingston et Daniel Clark
Juan Ventura Morales demanda à Edward Randolph, son agent à Saint Francisville de soutenir la révolte des trois frères Kemper qui pillent leurs voisins espagnols, le 7 août, en compagnie d'un trentaine de « ruffians » arborant un drapeau avec deux étoiles et sept bandes, avant d'être arrêtés par l'armée espagnole.
Daniel Clark négocia une amnistie des Kempers avec le gouverneur espagnol Carlos de Grand pré, qui refusa et fixa une récompense pour leur capture. Le 3 septembre 1805, un groupe d'une quinzaine d'hommes pourchassa les frères Kempers et leur firent subir de mauvais traitements.